# Guillaume Villefroy
Guillaume Villefroy (* 5. März 1690 in Paris; † 4. April 1777 ebenda) war ein französischer Orientalist, insbesondere ein Kenner der armenischen Sprache und Literatur.

## Leben
Guillaume Villefroy stammte aus einer vornehmen Familie und wandte sich nach dem Abschluss seiner Studien in der Abtei von Tiron der Perfektionierung seiner Kenntnisse des Hebräischen und weiterer zum Verständnis der Bibel dienlicher Sprachen zu. Deshalb trat er in das berühmte Seminar in Besançon ein, erreichte dort den Doktorgrad in Theologie und wurde auch zum Priester geweiht. Aufgrund seiner Fähigkeiten kam er mit dem Kanzler Aguesseau in Kontakt, durch dessen Empfehlung er Sekretär des Herzogs von Orléans und Abt von Blasimont wurde.
Zu den Manuskripten, die der Abbé Sevin von Konstantinopel 1736 nach Paris mitbrachte, gehörten auch 128 Handschriften, die auf Armenisch verfasst waren und von Villefroy kritisch untersucht, beschrieben und katalogisiert wurden. Seine Aufschlüsse und Bemerkungen wurden ins Lateinische übersetzt und dem Katalog der Handschriften der königlichen Bibliothek eingereiht, aber erst von Bernard de Montfaucon veröffentlicht (Bibliotheca bibliothecarum manuscriptorum, Paris 1739, Bd. 2, S. 1015–1027). Villefroy übersetzte ferner einige alte armenische Kirchengesänge auf die Feste der Geburt Johannes’ des Täufers und der Darstellung Christi im Tempel ins Französische (abgedruckt in: Mémoires de Trévoux, August 1735, S. 1542–1584), die er Moses von Choren zuschrieb; er zog aber auch Anania Schirakatsi als möglichen Schöpfer der Kirchengesänge auf das Fest Johannes’ des Täufers in Betracht. Ein von Villefroy aus dem Armenischen übersetztes Enkomium auf Gregor den Erleuchter (B. Jo. Chrysostomi encomium sancti Gregorii Illuminatoris ex armena lingua in latinam versum) findet sich hinter der Ausgabe der Werke des Johannes Chrysostomos von Montfaucon (Bd. 12, S. 822).  An der von ihm geplanten Herausgabe weiterer armenischer Werke hinderten ihn anderweitige Beschäftigungen.
Um die orientalischen Studien zu fördern, unterrichtete Villefroy an diesem Thema interessierte junge Leute, die er insbesondere im Kapuzinerkloster in der Pariser Rue Saint-Honoré fand. Deshalb gründete er dort 1744 die Société des Capucins hébraïsants, unter denen Louis de Poix der herausragendste war. An diese Kapuziner schrieb Villefroy auch 16 Briefe, in denen er ihnen Mut gegenüber den vielen Anfeindungen ihres Systems der Bibelübersetzung zusprach und seine Prinzipien der Schrifterklärung darlegte (Lettres pour servir d’introduction à l’intelligence des divines Écritures, et principalement des livres prophétiques, relativement à la langue originale, 2 Bde., Paris 1751–54). Aber die grammatischen Regeln, die er aufstellte, und das System vom doppelten Literalsinn der Prophetien, das so leicht zu Missbräuchen führen konnte, wurden heftig angegriffen. So traten der Abbé Besoigné (Réflexions théologiques sur les écrits de M. l’abbé de V. … et de ses élèves les jeunes pères capucins, Paris 1752) und Louis Dupuy von der Académie des Inscriptions et Belles-Lettres (Réflexions critiques sur la méthode de  l’abbé de Villefroy, Paris 1755) dagegen auf, ferner Abbé Ladvocat und der gelehrte Oratorianer Charles-François Houbigant, der auf dem Gebiet des Hebräischen eine Autorität war. Villefroy wollte sich in diesen Streit nicht einmischen und überließ die Verteidigung seinen Schülern.
1752 wurde Villefroy Professor für Hebräisch am Collège de France. Ihm werden die Lettres de l’abbé de …, ex-professeur en hébreu, au sieur Kennicott, Anglais (Paris 1771) zugeschrieben. 1777 starb er im Alter von 87 Jahren in Paris. 